# Zuidbroeksemolen
De Zuidbroeksemolen is een Amerikaanse windmotor of roosmolen, die in 1922 is geplaatst in de omgeving van de buurtschap Zuidbroek, in de Nederlandse provincie Zuid-Holland. De molen is eigendom van het Hoogheemraadschap van Schieland en de Krimpenerwaard. Hij staat vrij langs de weg. Het is de laatste nog bestaande molen van dit type in Zuid-Holland. Van de vele molens van dit type die in Nederland zijn gebouwd, resteren nog maar weinig: in Noord-Holland is het laatste exemplaar die de provincie rijk is, de Zaanse roosmolen Herkules, enkele jaren geleden hersteld.
In 1984 werd de Zuidbroeksemolen aangewezen als beschermd provinciaal monument. De molen werd in 1996 in zijn geheel gerestaureerd en geautomatiseerd. In 1998 werd het aangewezen als rijksmonument en op 3 november 1998 ingeschreven in het Monumentenregister.
Door een storm in 2007 waaide het schoepenwiel van de molen af. De molen is door het Hoogheemraadschap gerestaureerd en in 2013 teruggeplaatst. De windmotor had sinds 2003 geen noodzakelijke bemalingsfunctie meer. Toch kreeg de molen in 2013 een elektromotor waardoor het ook bij windstilte kan werken